# Leonard vs. PepsiCo, Inc.

{{#if:|

{{#if:|

{{#if:|

{{#if:|

{{#if:|

-
Leonard vs. Pepsico, Inc., 88 F. Supp. 2d 116, (SDNY 1999), aff'd 210 F.3d 88 ( 2d Cir. 2000), mais conhecido como o caso Pepsi Points, é um caso de direito contratual americano sobre oferta e aceitação. O caso foi levado ao Tribunal Distrital dos Estados Unidos para o Distrito Sul de Nova York em 1999; tendo sua sentença foi escrita e proferida pela juíza federal Kimba Wood.
Em 1996, a PepsiCo iniciou um programa de fidelidade promocional no qual os clientes podiam ganhar Pontos Pepsi que podiam ser trocados por itens físicos. Um comercial de televisão para o programa de fidelidade exibia o protagonista do comercial voando para a escola em um jato McDonnell Douglas AV-8B Harrier II de decolagem vertical, avaliado em US$ 37,4 milhões na época, que poderia ser trocado por 7.000.000 de Pontos Pepsi. O autor, John Leonard, descobriu que estes poderiam ser comprados diretamente da Pepsi a 10 centavos de dólar por ponto. Leonard entregou um cheque de US$ 700.008,50 à PepsiCo, tentando comprar o jato. A PepsiCo inicialmente rejeitou a oferta de Leonard, citando a natureza humorística da oferta no anúncio. Leonard então processou a PepsiCo, Inc. em um esforço para fazer valer a oferta e a aceitação percebidas por Leonard como feitas no anúncio. Em seu julgamento, Wood apoiou a PepsiCo, observando a natureza frívola e improvável de pousar um caça em uma zona escolar retratada pela protagonista. A PepsiCo relançaria o anúncio, avaliando o jato em 700.000.000 de Pontos Pepsi.

## Contexto
O jato Harrier ainda não está visível, mas o observador sente a presença de um avião poderoso, enquanto os ventos extremos gerados por seu voo criam um turbilhão de papel em uma sala de aula dedicada a uma aula de física que, de outra forma, seria tediosa. Finalmente, o jato Harrier surge e pousa ao lado do prédio da escola, bombardeando tudo o que vê pela frente, próximo a um bicicletário. Vários alunos correm para se proteger, e a velocidade do vento deixa um infeliz membro do corpo docente apenas de cueca. Enquanto o membro do corpo docente é privado de sua dignidade, a narração anuncia: "Quanto mais Pepsi você beber, mais coisas boas você vai conseguir."

Wood's statement of facts, Leonard v. Pepsico, Inc., 88 F. Supp. 2d 116

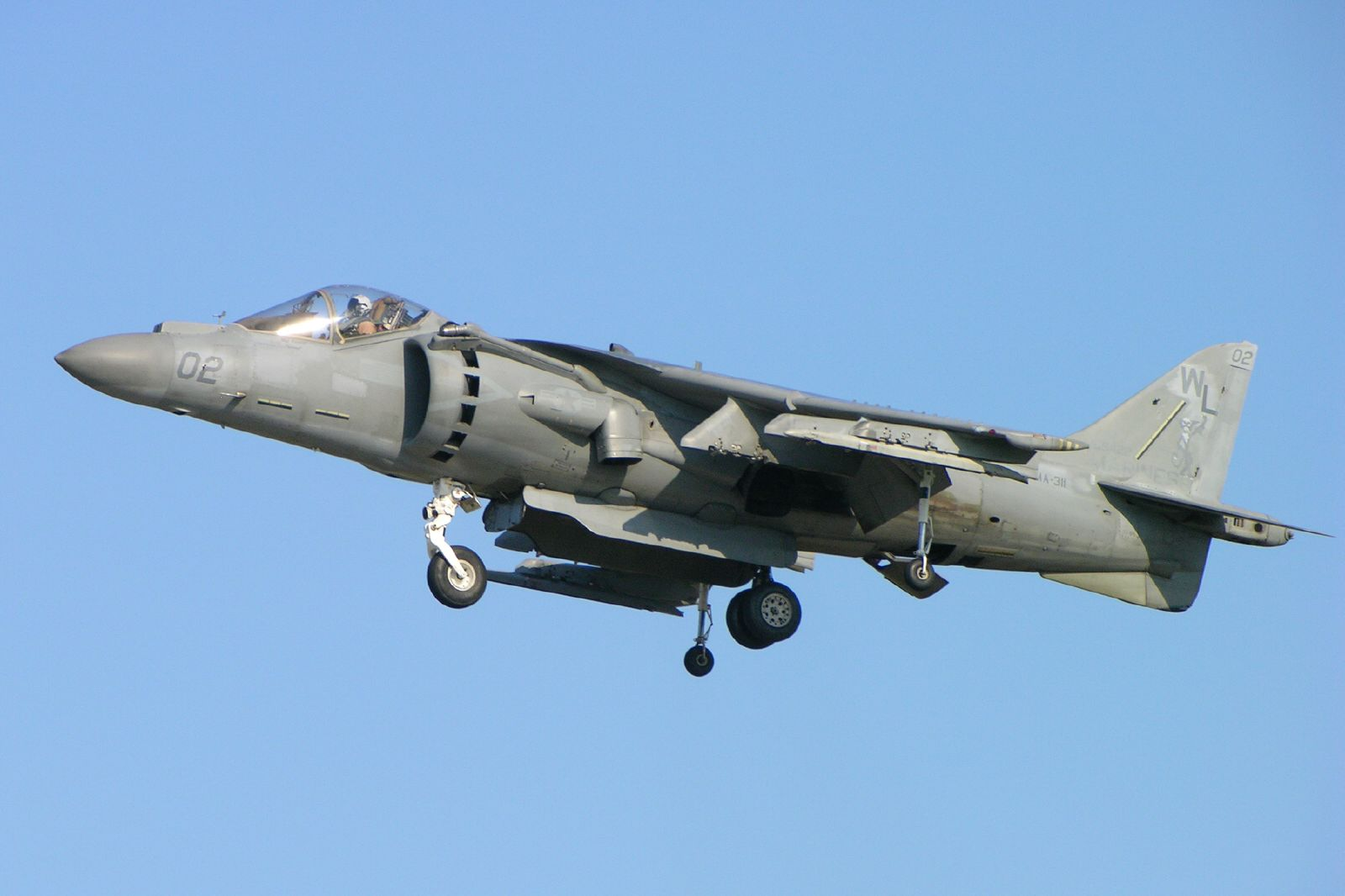
Um jato de combate AV-8 Harrier II, supostamente devido ao autor.

Em meados da década de 1990, a Pepsi enfrentou a concorrência da Coca-Cola e procurou atrair um público mais jovem.  Em março de 1996, a Pepsi iniciou a campanha promocional Pepsi Stuff, permitindo que os clientes acumulassem Pontos Pepsi que poderiam, por sua vez, ser trocados por itens como camisetas e jaquetas de couro. Esses pontos poderiam ser ganhos comprando produtos Pepsi, com etiquetas afixadas nas caixas desses produtos.  A campanha foi a maior da história da Pepsi. 
Para anunciar a promoção, a Pepsi lançou uma série de comerciais de televisão; um desses comerciais exibiu um AV-8 Harrier II da marca Pepsi gerado por computador, um jato Harrier fabricado pela McDonnell Douglas .   O comercial, que oferecia o jato por 7.000.000 de Pontos Pepsi, chamou a atenção de John Leonard, um estudante de administração de 21 anos. 
Em vez de um rótulo, a promoção permitiu que os Pontos Pepsi fossem comprados diretamente por 10 centavos de dólar por ponto, um detalhe notado por Leonard, que convenceu cinco investidores a lhe emprestarem um total de US$ 700.000.  Leonard enviou um cheque de US$ 700.008,50 (incluindo US$ 10 para frete e manuseio) e 15 rótulos, de acordo com as regras da promoção. A oferta foi recusada pela Pepsi, que se referiu à promoção do jato Harrier no comercial como "fantasiosa" e afirmou que sua intenção era criar um "anúncio bem-humorado e divertido."

## Histórico processual
A ação alegava quebra de contrato e fraude. O caso foi originalmente movido na Flórida, mas acabou sendo ouvido em Nova York . A ré, PepsiCo, moveu um processo sumário de acordo com a Regra Federal de Processo Civil 56. Entre outras alegações feitas, Leonard alegou que um juiz federal era incapaz de decidir sobre o assunto e que, em vez disso, a decisão deveria ser tomada por um júri popular composto por membros da " Geração Pepsi ", para quem o anúncio supostamente constituiu uma oferta.

## Julgamento

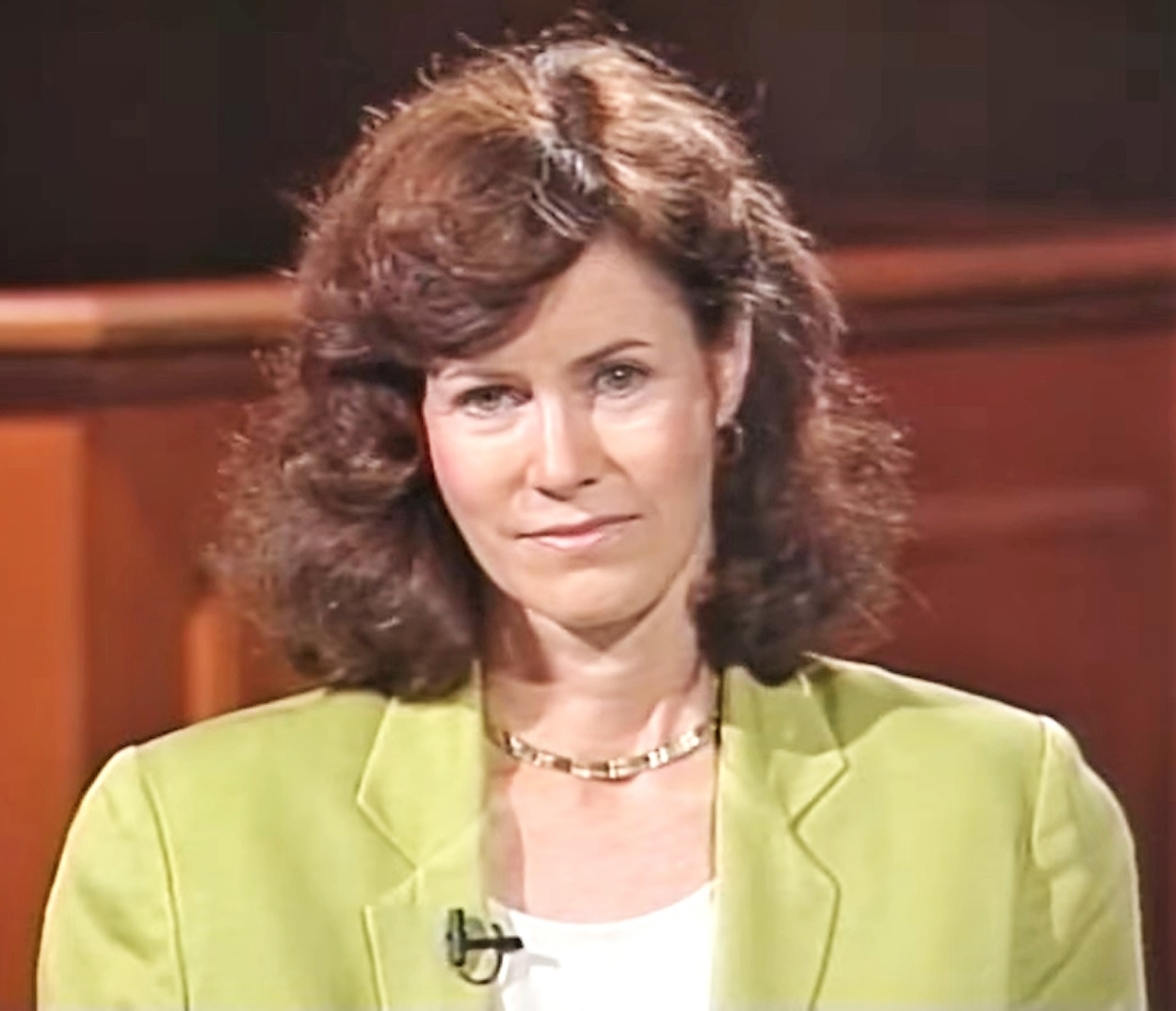
Kimba Wood, a juíza federal responsável pelo caso processual Leonard vs. PepsiCo, Inc.

O tribunal, presidido pela juíza Kimba Wood, rejeitou as alegações de Leonard e negou a recuperação por vários motivos, incluindo:
1. Foi constatado que o anúncio do jato não constitui uma oferta nos termos da Reformulação (Segunda) de Contratos;
2. O tribunal concluiu que nenhuma pessoa razoável poderia acreditar que a empresa pretendia seriamente vender um jato avaliado em aproximadamente US$ 37,4 milhões por US$ 700.000, ou seja, que era mera propaganda enganosa;
3. O valor do suposto contrato significava que ele se enquadrava nas disposições do Estatuto de Fraudes, mas a exigência do estatuto para um acordo por escrito entre as partes não foi cumprida, portanto, um contrato não foi formado.

Ao justificar sua conclusão de que o comercial foi "evidentemente feito de brincadeira" e que "a ideia de viajar para a escola em um jato Harrier é uma fantasia adolescente exagerada", o tribunal fez várias observações sobre a natureza e o conteúdo do comercial, incluindo:
- "O jovem imaturo mostrado no comercial é um piloto altamente improvável, alguém em quem dificilmente se poderia confiar as chaves do carro de seus pais, muito menos a valiosa aeronave do Corpo de Fuzileiros Navais dos Estados Unidos."
- "O comentário do adolescente de que pilotar um Harrier Jet para a escola "é muito melhor do que ir de ônibus" demonstra uma atitude improvável e indiferente em relação à relativa dificuldade e ao perigo de pilotar um avião de caça em uma área residencial."
- "Nenhuma escola forneceria espaço de pouso para o jato de caça de um aluno, nem toleraria a interrupção que o uso do jato causaria."

O tribunal também declarou que: 
| “ | A decisão foi apelada ao Segundo Circuito de Cortes de Apelação dos Estados Unidos, que emitiu uma breve opinião, per curiam, concluindo: Afirmamos substancialmente as razões declaradas na opinião da juíza Wood." | ” |

## Consequências
A Pepsi nunca descontou o cheque, portanto não havia caso de fraude. A Pepsi continuou a exibir o comercial, mas atualizou o custo do Harrier Jet para 700 milhões de Pontos Pepsi  e adicionou uma declaração esclarecedora de isenção de responsabilidade: "Brincadeira". O Pentágono declarou que o Harrier Jet não seria vendido a civis sem "desmilitarização". 
Em 17 de novembro de 2022, uma série documental sobre o caso intitulada Pepsi, Where's My Jet? foi lançada na Netflix . 